# 腹翼螺
腹翼螺（学名：Gasteropteron meckeli）为腹翼螺科腹翼螺属的动物。分布于欧洲、澳大利亚以及中国大陆的近海等地，属于暖水性种类。